# Gemälde- und Skulpturensammlung der Stadt Nürnberg
Die Gemälde- und Skulpturensammlung in Nürnberg ist seit 1994 eine Einrichtung der Museen der Stadt Nürnberg. Sie verwaltet den gesamten beweglichen Kunstbesitz der Stadt Nürnberg, der ungefähr 4.000 Gemälde und 1.500 Skulpturen umfasst. Seit 2013 ist diese Sammlung Teil der Kunstsammlungen der Stadt Nürnberg.

## Bestände
Die ungefähr 4.000 Gemälde und 1.500 Skulpturen der Städtischen Kunstsammlungen stammen aus der Zeit vom 12. Jahrhundert bis in die Gegenwart und unterteilen sich in mehrere Sammlungsbereiche: Rathausgalerie, Städtische Galerie, Fränkische Galerie, Sammlung "Internationaler Kunst", sogenannte Bürobilder. Hinzu kommen umfangreiche kulturhistorische Sammlungen: Goldschmiedearbeiten, Möbel, Münzen und Medaillen, Handwerksaltertümer, Textilien, Gläser, einige Spezialsammlungen, Asiatica (Sammlung Carl Johannes Fuchs, ostasiatische Rollbilder und Zeichnungen), eine Sammlung polnischer naiver Kunst (Sammlung  Hans-Joachim und Christina Orth). Die beiden letzteren Sammlungen befinden sich als Dauerleihgaben bei den Berliner Museen.
Die 1920 gegründete Städtische Galerie hatte bis zur Machtergreifung einen umfangreichen Bestand moderner Kunst aufgebaut, Tafelbilder, Grafiken und Plastiken, von denen die meisten den Nazis als „entartet“ galten. Ein großer Teil dieser Werke wurde 1937 in der zentralen Aktion „Entartete Kunst“ beschlagnahmt, die meisten danach vernichtet.

## Herausragende Werke
Zu den bedeutendsten Werken der Sammlungen zählen unter anderem der sogenannte Vitzliputzli, eine aztekische Goldschmiedearbeit aus der 2. Hälfte des 16. Jh., Werke von Hans Pleydenwurff, Michael Wolgemut, Hugo van der Goes, Veit Stoß, Adam Kraft, Martin Behaim, Peter Vischer d. Ä., Hans Burgkmair d. Ä., Albrecht Dürer, Jan Gossaert, gen. Mabuse, Hans von Kulmbach, Hans Baldung Grien, Peter Flötner, Hans Schwarz, Lucas van Leyden, Georg Pencz, Hans Sebald Beham, Hans Peisser, Wenzel Jamnitzer, Christoph Jamnitzer, Johannes Rottenhammer, Roelant Savery, Jusepe (Giuseppe, José) de Ribera, Rembrandt Harmenszoon van Rijn, Joachim von Sandrart, Matthäus Merian d. J., Jacob Isaacksz. van Ruisdael, Christian Wilhelm Ernst Dietrich, Bernardo Bellotto, Jakob Philipp Hackert, Christian Daniel Rauch, Johann Adam Klein, Ferdinand Georg Waldmüller, Carl Rottmann, Johann Georg Christian Perlberg, Wilhelm von Kaulbach, Carl Spitzweg, August von Kreling, Carl Theodor von Piloty, Arnold Böcklin, Anselm Feuerbach, Paul Ritter, Franz von Lenbach, Hans von Marées, Hans Thoma, Hans Makart, Johann Sperl, Wilhelm Leibl, Hermann von Kaulbach, Max Liebermann, Fritz von Uhde, Christian Rohlfs, Wilhelm Trübner, Carl Fleischmann, Lovis Corinth, Ernst Barlach, Paula Modersohn-Becker, Heinrich Nauen, Hans Purrmann, Max Pechstein, Karl Schmidt-Rottluff, Hans Arp, August Macke, Le Corbusier, Josef Albers, László Moholy-Nagy, Conrad Felixmüller, Richard Lindner, Ernst Wilhelm Nay, HAP Grieshaber, Franz Vornberger, Joseph Beuys, Michael Mathias Prechtl, Otto Piene, Toni Burghart, Horst Antes, Richard Serra.

## Gebäude
Die Verwaltung der Gemälde- und Skulpturensammlung ist im ehemaligen Verwaltungsgebäude des Tafelwerks in der Äußeren Sulzbacher Straße 60 in Nürnberg untergebracht. Sie verfügt im Augenblick über keine eigenen Ausstellungsflächen. Ein Besuch ist nur nach telefonischer Vereinbarung möglich.
Das Gebäude wurde 1922 von Hans Müller als Verwaltungsgebäude des Eisenwalzwerks Julius Tafel errichtet. Es beherbergt auch die Graphische Sammlung der Stadt Nürnberg und die Verwaltung des Museums Industriekultur.

## Ausstellungsorte und Virtuelles Angebot
Teile der Sammlungen sind in verschiedenen Nürnberger Museen ausgestellt, im Stadtmuseum Fembohaus, im Museum Tucherschloss und Hirsvogelsaal, oder als Dauerleihgabe im Germanischen Nationalmuseum und im Neuen Museum Nürnberg. Der größte Teil der Sammlungen ist in verschiedenen Depots eingelagert.
Um der Öffentlichkeit dennoch den reichen Bestand der Sammlung vorzustellen, werden immer wieder Wechselausstellungen zu bestimmten Themenbereichen oder Einzelkünstlern in einem der Häuser der Museen der Stadt Nürnberg und anderen Einrichtungen präsentiert, insbesondere im Stadtmuseum Fembohaus.
Auch auf Google Arts & Culture sind virtuelle Ausstellungen zu den Beständen der Sammlung zu sehen:
- Nürnberger Panoramen aus sieben Jahrhunderten
- Andreas Graff – Pionier der Stadtansichten: Die Sebalder Altstadt
- Andreas Graff – Pionier der Stadtansichten: Die Lorenzer Altstadt